# Ravinia Festival

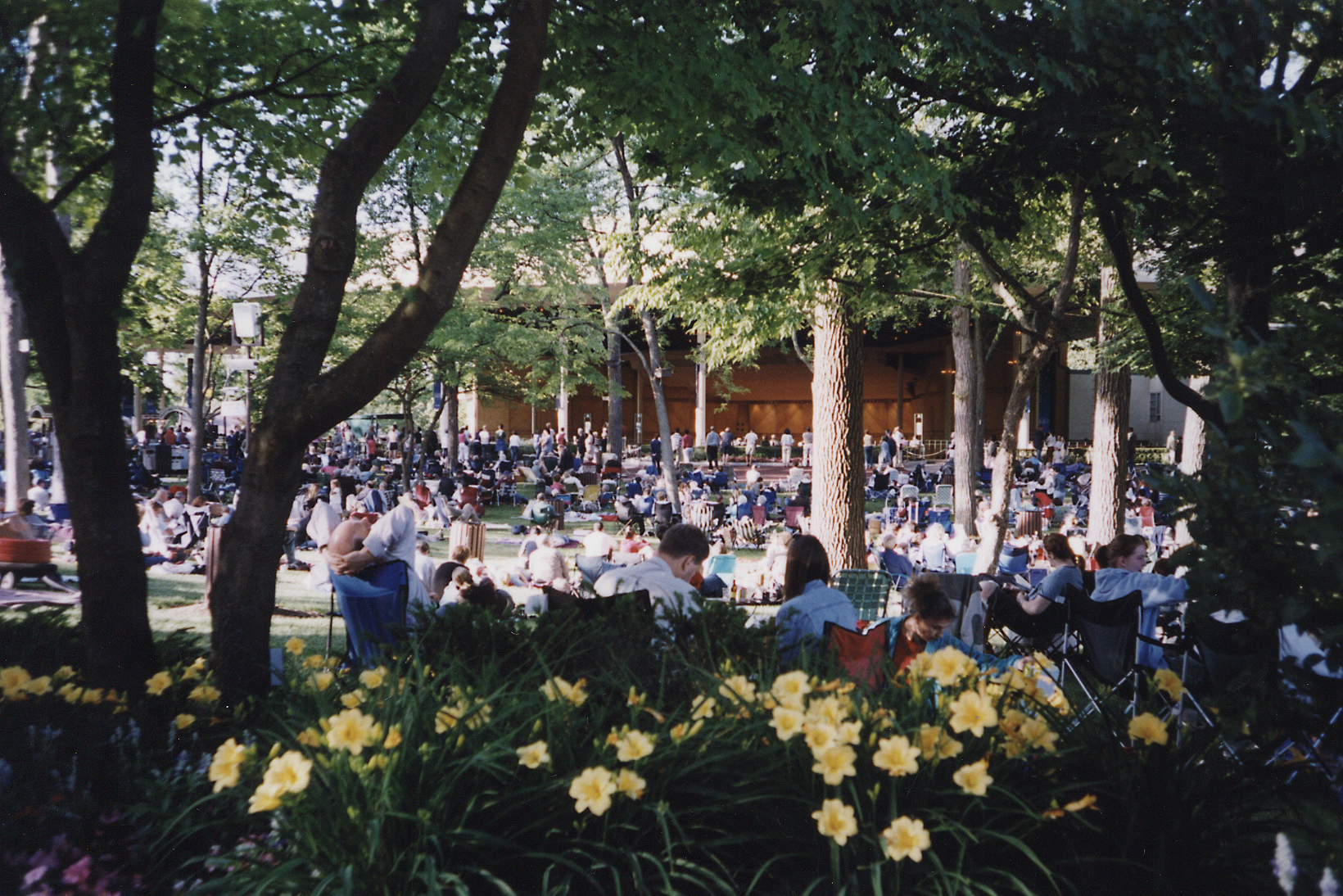
Il Ravinia Festival del 2006

Il Ravinia Festival è il più antico festival di musica all'aperto negli Stati Uniti, con una serie di concerti all'aperto e spettacoli che si tengono ogni estate da giugno a settembre. Nella prima estate del 1905, a Ravinia Park, ospitò la New York Philharmonic e lo stile prateria del Martin Theatre risale a questo periodo. È stata la sede estiva della Chicago Symphony Orchestra (CSO) dal 1936. Situato a Highland Park, nell'Illinois, il festival opera sui terreni del Ravinia Park di 36 ettari (150.000 m²), con una varietà di strutture all'aperto e al chiuso per le arti dello spettacolo.
Il quartiere di Ravinia, un tempo un villaggio incorporato prima dell'annessione nel 1899, è noto come Ravinia e ha mantenuto il proprio ufficio postale fino all'autunno 2010. Il quartiere degli affari su Roger Williams Avenue, a pochi passi dai terreni del Ravinia Festival, comprende aziende di servizi e ristoranti di quartiere. Ravinia prende il nome dai burroni (ravines in inglese) che si trovano nelle vicinanze lungo il litorale del lago Michigan.

## Locali degli spettacoli
- The Pavilion, un locale da 3.400 posti dove si tengono i principali eventi musicali e concerti del parco, inclusi gli spettacoli della  Chicago Symphony Orchestra.
- The Martin Theatre, una sala al chiuso da 850 posti utilizzata spesso per musica da camera, spettacoli di opera semi-allestiti, serie di cabaret Martinis at the Martin e altri spettacoli.
- Bennett Gordon Hall, la sede da 450 posti dello Steans Music Institute di Ravinia, la serie BGH Classics da $ 10, utilizzata anche per le discussioni pre-concerto e l'anteprima dei concerti. Il Ravinia's Steans Music Institute è il programma di conservatorio estivo pre-professionale del Festival di Ravinia. Tre programmi comprendono la stagione estiva dell'Istituto: il programma per il jazz; il programma per il pianoforte e archi e il programma per i cantanti.

## Panoramica
Nel 1904 la A.C. Frost Company creò Ravinia come un parco di divertimenti destinato ad attirare i cavallerizzi alla nascente Chicago e alla Ferrovia elettrica di Milwaukee. Il parco divertimenti vantava un campo da baseball, una fontana elettrica e un refettorio o un casinò con sale da pranzo e una pista da ballo. Il Martin Theatre in stile prateria (chiamato poi Teatro Ravinia) è l'unico edificio sul terreno che risale a quella costruzione originale. Quando l'esistenza del parco fu messa a rischio dopo il fallimento della ferrovia, i residenti locali (per la maggior parte uomini d'affari di Chicago) formarono una società nel 1911 per acquistare e gestire il parco. La musica è stata un'attività estiva radicata da allora in poi, tranne che per una breve pausa durante la grande depressione.
Più di 100 anni dopo il Ravinia Festival è il più antico festival di musica all'aperto del Nord America ed è lodato per la presentazione di musica di livello mondiale. Il festival attira circa 600.000 ascoltatori per circa 120-150 eventi che coprono tutti i generi dalla musica classica al jazz al teatro musicale in ogni stagione estiva di tre mesi. Nel corso degli anni il festival ha ospitato molti artisti famosi. Oltre ai concerti sinfonici, spesso con solisti ospiti, il festival presenta spettacoli di opera, jazz, blues, folk, rock e musica popolare, oltre a balletto, dramma e programmi educativi che si svolgono tutto l'anno.
Tra gli artisti recenti che si sono esibiti a Ravinia figurano John Legend, Aretha Franklin, Bryan Ferry, Diana Ross, Maroon 5, Common, Carrie Underwood, Tony Bennett, Lady Gaga, Josh Groban, Dolly Parton, Sheryl Crow, Patti LaBelle, Andrew Bird, Darius Rucker, Mary J. Blige, Gladys Knight, Santana, Stevie Nicks, Patti LuPone, Smokey Robinson e John Mellencamp.

## I terreni
Per la maggior parte dei partecipanti il festival di Ravinia viene vissuto nel parco di 150.000 m² e nel prato. Ravinia è uno dei pochi luoghi di ritrovo del paese che permette che si portino e consumino pasti completi ai concerti, consentendo anche bevande alcoliche. Di conseguenza la maggior parte dei negozi di alimentari e dei ristoranti specializzati all'interno e nei dintorni dell'area di Highland Park offrono i "picnic di Ravinia" pronti per l'acquisto.
Il parco è servito dalla stazione della ferrovia Metra dei pendolari di Ravinia Park davanti al cancello principale con fermate speciali prima e dopo i concerti. (Il noto direttore d'orchestra britannico Sir Thomas Beecham, che nel 1940 dirigeva la CSO nel 1940, definì Ravinia "l'unica stazione ferroviaria con un'orchestra residente".) I visitatori vengono lasciati e raccolti proprio davanti al cancello principale. La frequenza arriva spesso a 600.000 all'anno.

## Direttori artistici
- Walter Hendl, direttore artistico (1959-63)
- Seiji Ozawa, direttore musicale (1964-68) e direttore d'orchestra principale (1969)
- István Kertész, direttore d'orchestra principale (1970-72)
- James Levine, direttore musicale (1973-93)
- Christoph Eschenbach, direttore musicale (1995-2003)
- James Conlon, direttore musicale (2005-15)[7]
- Ramsey Lewis, direttore artistico, Jazz a Ravinia
- Welz Kauffman, presidente e CEO (2000–presente)

James Levine was named "Conductor Laureate" in April 2017, to begin performances in summer 2018. On December 4, 2017, the Ravinia Festival severed all ties with Levine, in the wake of sexual abuse allegations against him, dating back to decades earlier at the Ravinia Festival.